# Inverkip
Inverkip (Escocès gaèlic: Inbhir Xip) és un poble ubicat en el consell de Inverclyde, dins l'àrea històrica de Renfrewshire al centre-oest d'Escòcia. Es troba a aproximadament 6,4 quilòmetres (4 milles) al sud-oest de Greenock, al costat de la carretera principal A78. El poble està connectat a la línia ferroviària de Inverclyde a través de l'estació de ferrocarril de Inverkip.

## Història
El poble es fa fundar com a baronia i, com a parròquia, conjuntament amb Gourock, Wemyss Bay, Skelmorlie i part de Greenock. L'església parroquial d'Inverkip data de 1804 i és a prop d'un kirk més primerenc (del segle dotzè). El cementiri conté la tomba del químic James Young, apodat 'Parafina' Young degut a la seva feina pionera dins la tecnologia dels refinats. Aquest va viure prop de Kelly House, que es va cremar el 1913. L'informe del succés culpa  les sufragistes (manifestants de l'època, en favor del sufragi universal).

El motiu principal de la fama (o notorietat) de què gaudia a parròquia de Inverkip era degut a les bruixes, a mitjans del segle 17. Un vers local resava:
'Auld Dunrod', de qui parla el poema, va ser l'últim membre de la dinastia Lindsay, del castell de Dunrod. Es coneix que, com a resultat d'una vida maldestre, va perdre totes les seves possessions i caigué en les arts obscures. La reputació local després de perdre-les va decaure, fins al punt que es deia que pertanyia a la lliga del mal, i que morí en misterioses circumstàncies. Es diu que morí en un graner propietat d'un dels grangers de les seves antigues terres. No en queda res del castell, que estava situat al peu del turó de Dunrod.

## Llocs d'interès
Avui dia, Inverkip gaudeix d'importància principalment pel gran port esportiu que ha crescut constantment des dels anys setanta i que ara presumeix de la seva pròpia petita comunitat anomenada Kip Village. El moll esportiu es troba prop de la sortida dels fums de la refineria Inverkip Power (avui inactiva), una construcció dels anys setanta que gaudia d'importància fins a la seva demolició el juliol de 2013.
El pont de Cornalees (recentment rebatejat com a  Greenock Cut Centre) és un centre de visitant a cinc quilòmetres (3 milles) a l'est d'Inverkip i és part del Clyde Muirshiel Regional Park.
La Badia de Lunderston és un punt de pícnic popular proper amb la clàssica Casa Ardgowan, construïda el segle xviii tardà pel Senyor John Shaw-Stewart. Té ocasionalment dies oberts i festes caritatives. El castell Ardgowan són unes ruïnes de finals del segle xv que es troben dins de la propietat.
Dalt de tot de la carretera de Langhouse s'hi pot trobar un reminiscència d'un edifici que data del període de la guerra freda. L'edifici, que servia de refugi per a tropes, conté un bunquer al soterrani. Finalment, va esser convertit el 2011 en un edifici residencial.
A Inverkip també hi ha l'escola primària del poble, situada al carrer de l'estació (Station Road). Té al voltant de 290 alumnes (incloent-hi cursos de pàrvuls) i una capacitat de fins a 320 alumnes.
Inverkip és, principalment, un poble residencial, i no gaudeix de gaires negocis. Al poble s'hi poden trobar una oficina postal, situat en el que era una farmàcia (fins al 2010, el comerç més gran del carrer principal). Un centre de negocis anomenat Kip Park situat al nord del poble. Consta d'un cafè, un restaurant de menjar ràpid, un supermercat i una clínica mèdica privada. També hi ha un hotel, així com un B&B.

Inverkip és una bona localització per a viatjar, ja que és a prop d'altres atraccions com el centre comercial a Greenock i el Esplanade in Largs.

Inverkip Photo Gallery
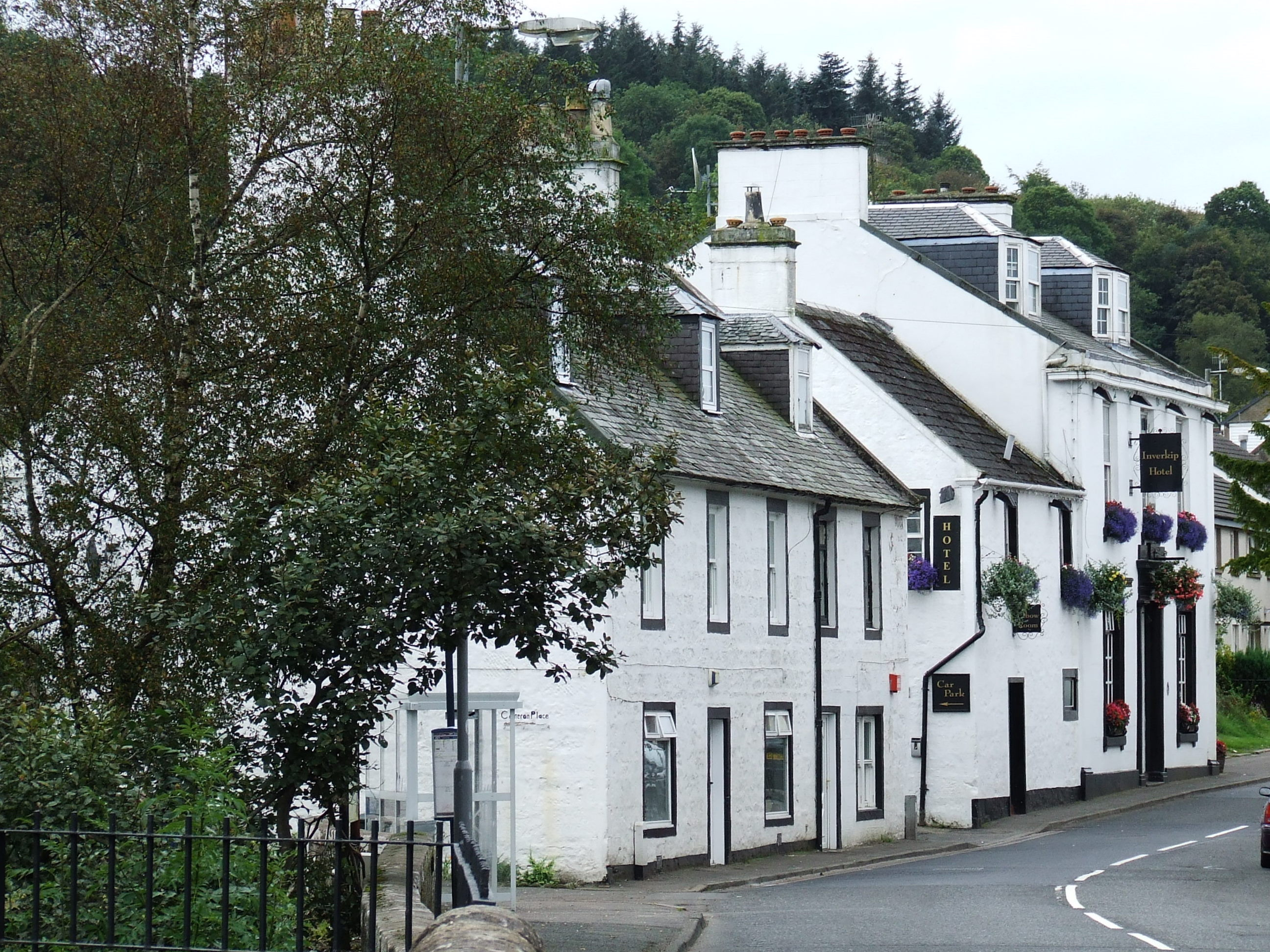
Hotel Inverkip
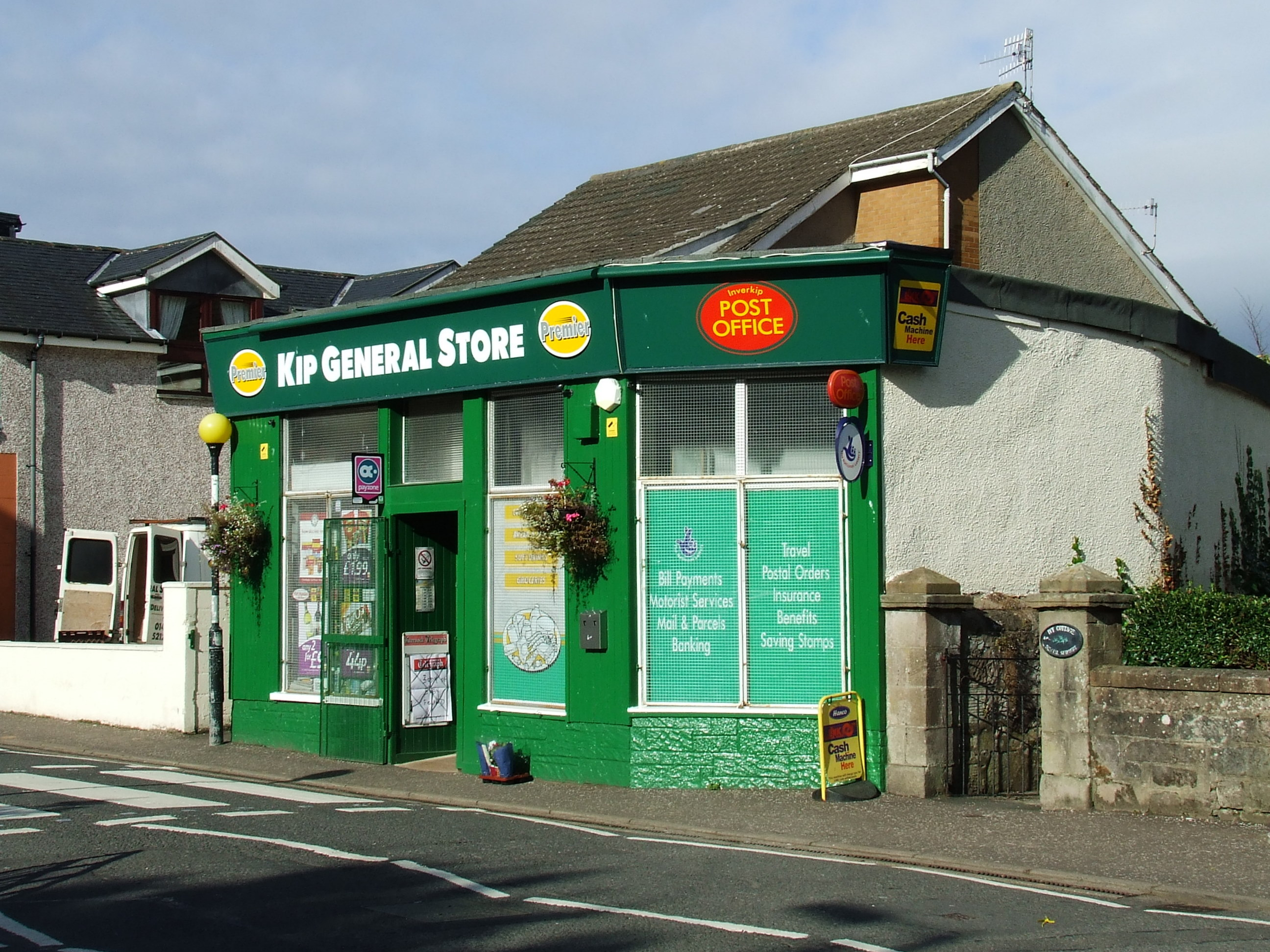
Botiga principal de Kip
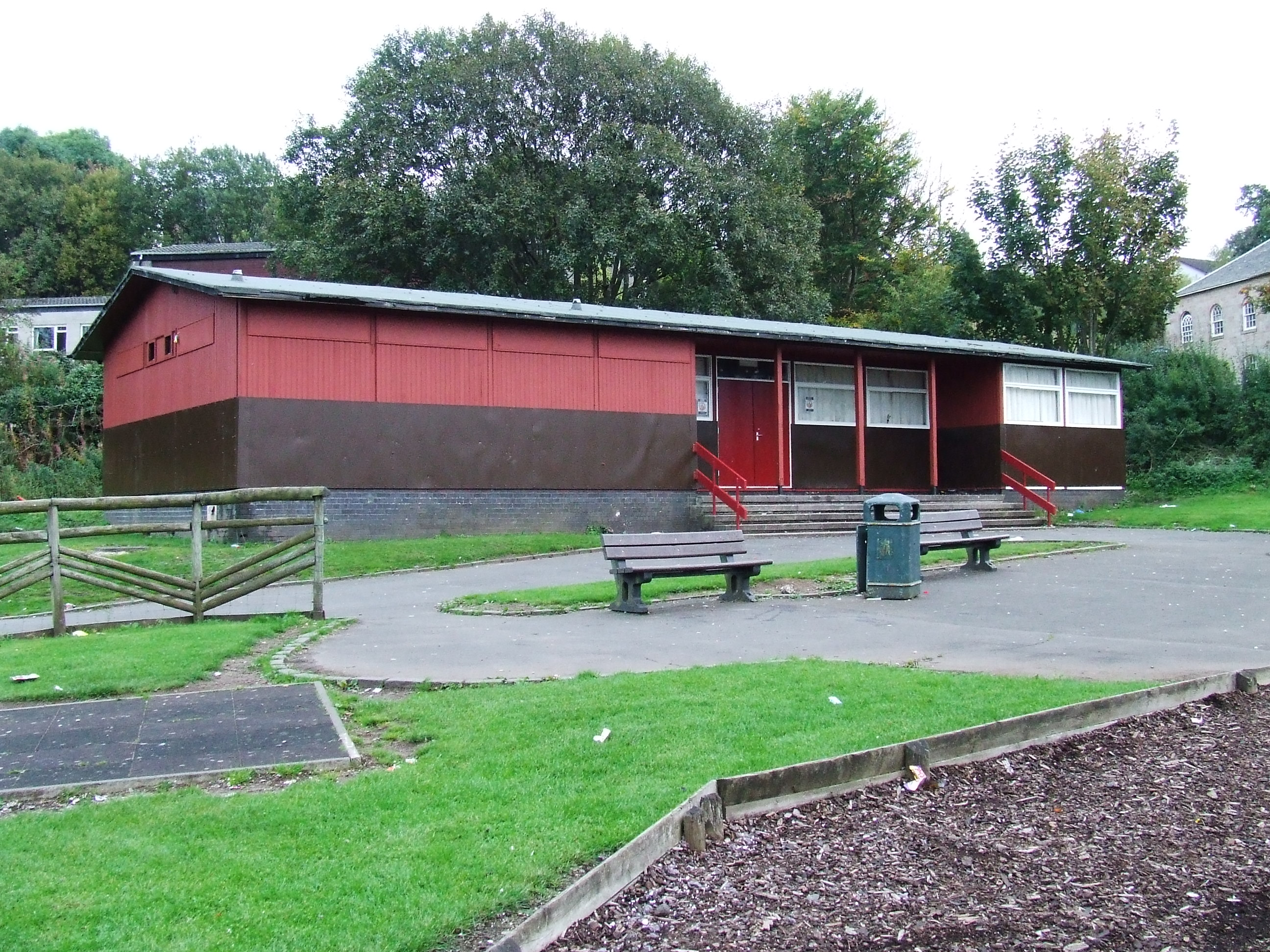
Pavelló d'Inverkip (danyat per una tempesta i enderrocat el gener del 2012)
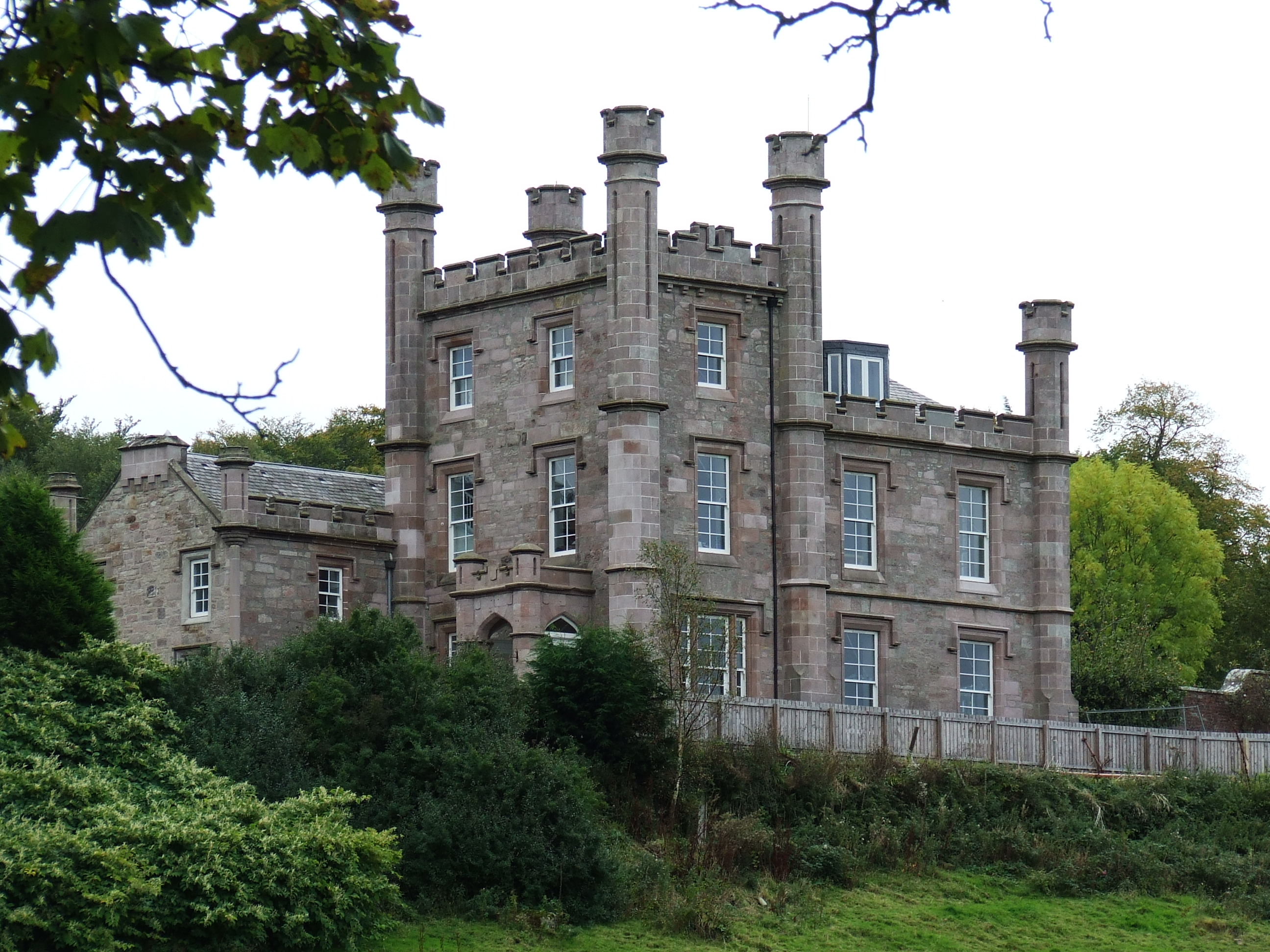
Langhouse
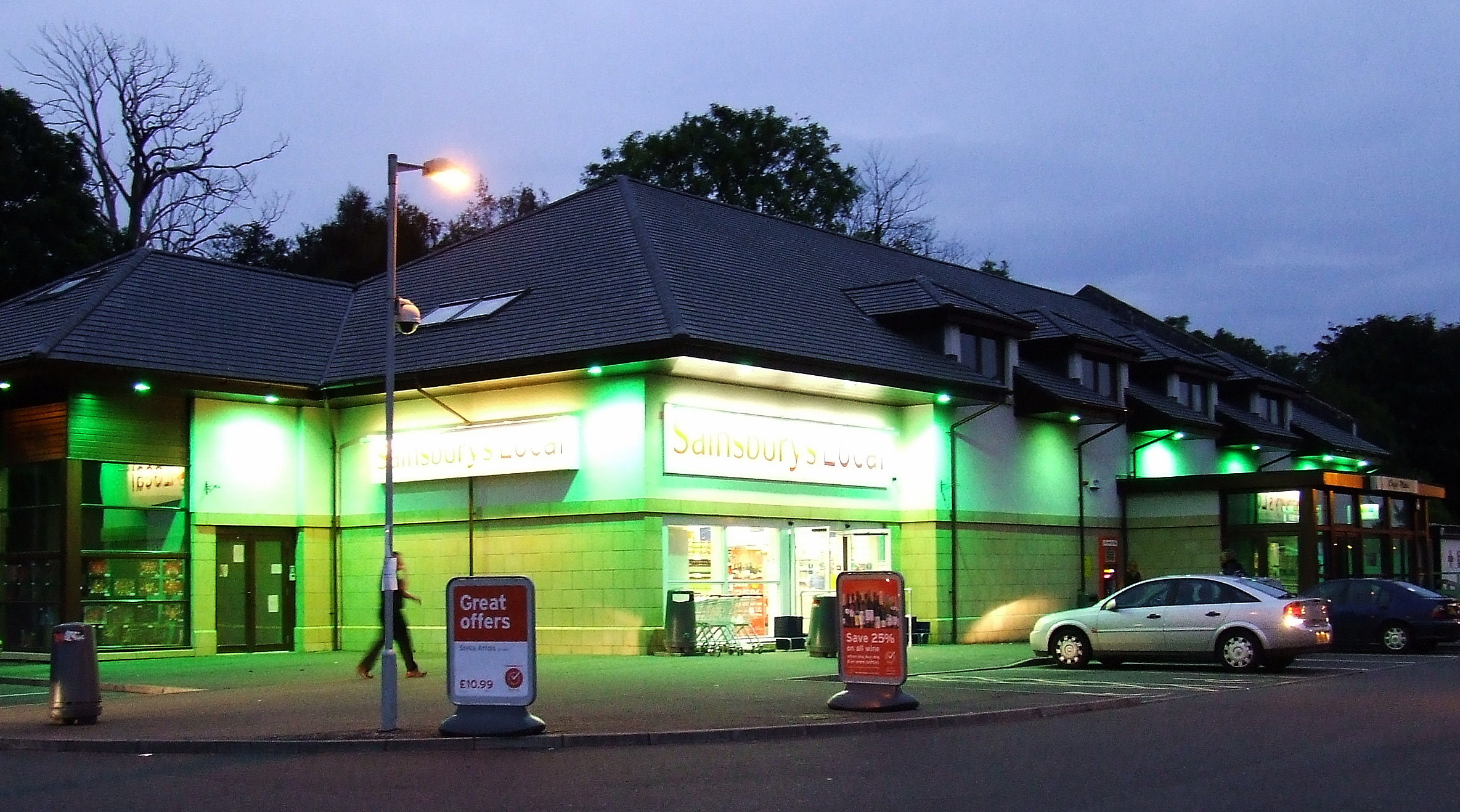
Parc Kip
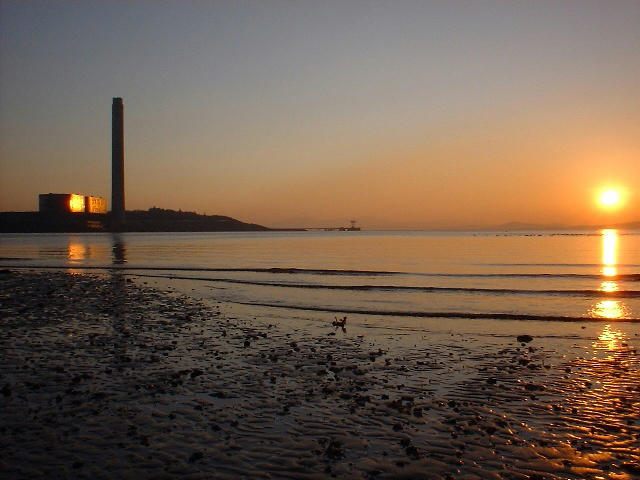
Refineria Inverkip Power
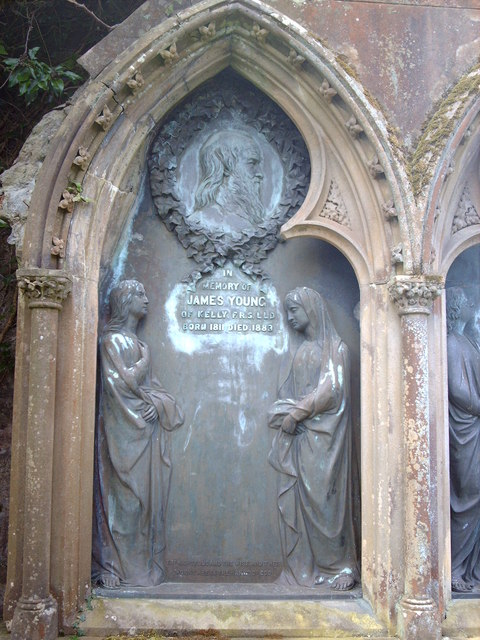
Làpida d'en "Parafina" Young
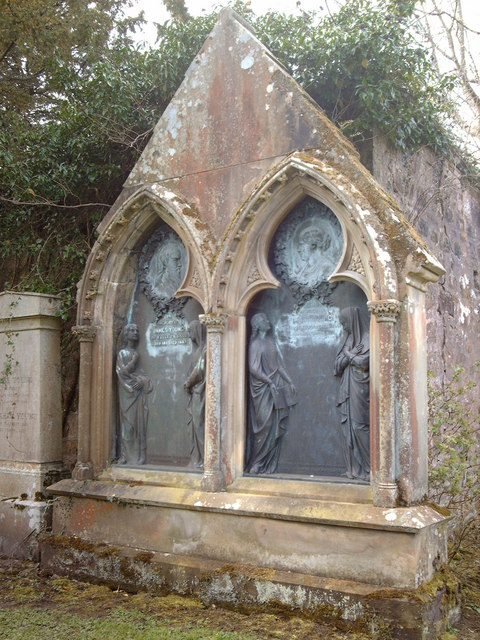
Làpida d'en James Young i muller
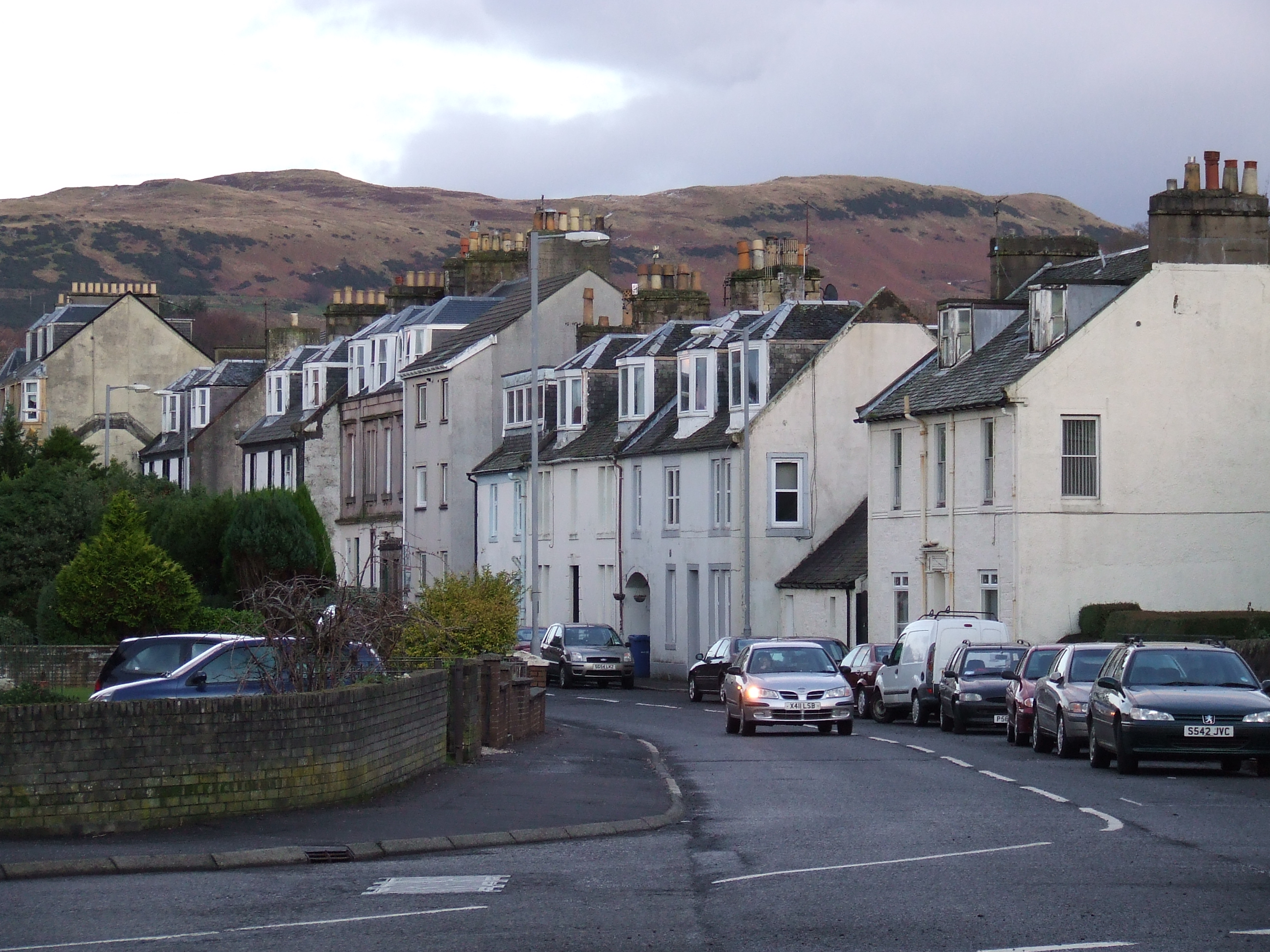
Carrer principal, Inverkip
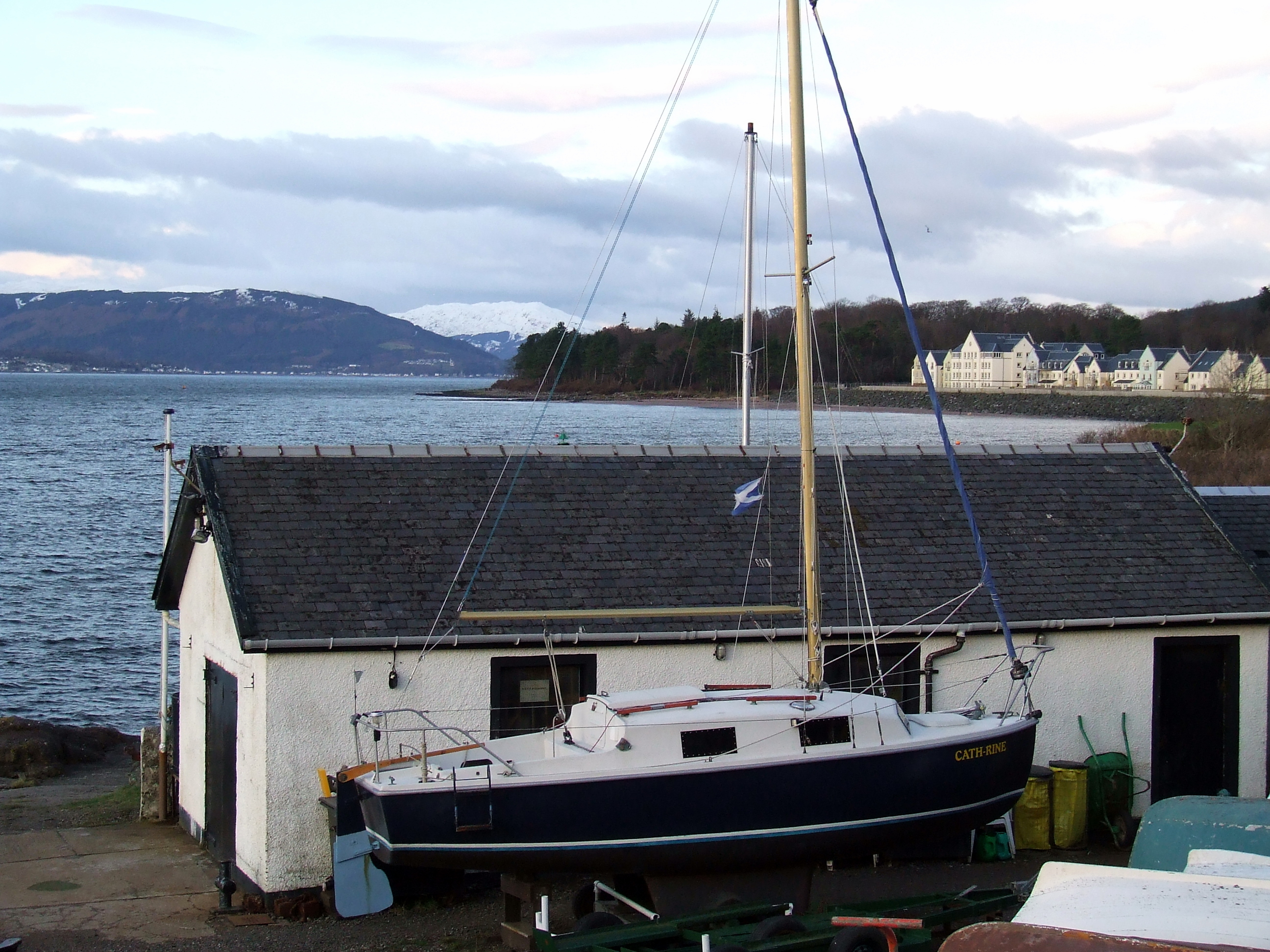
Club de iot Inverkip
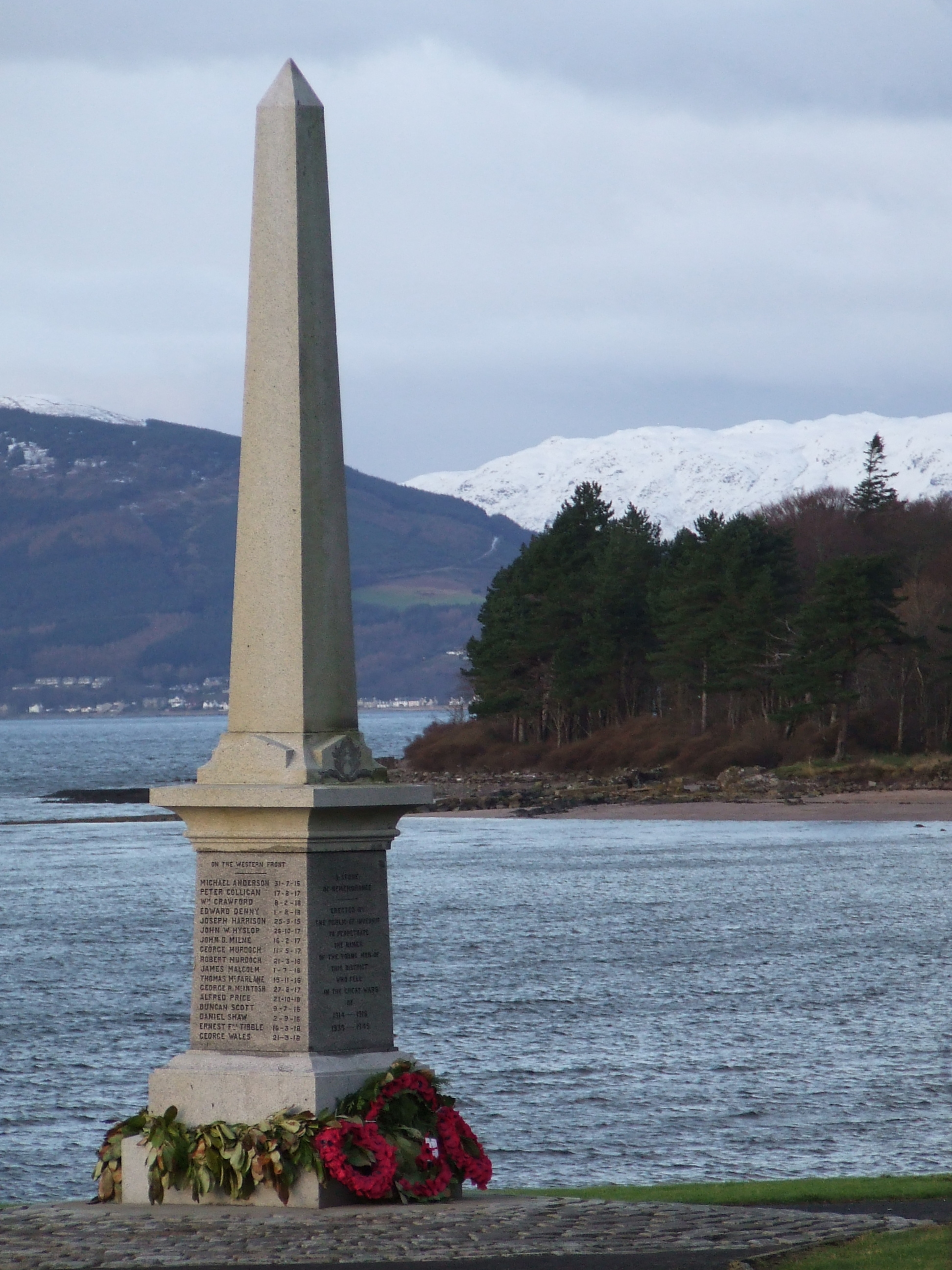
Memorial de guerra d'Inverkip
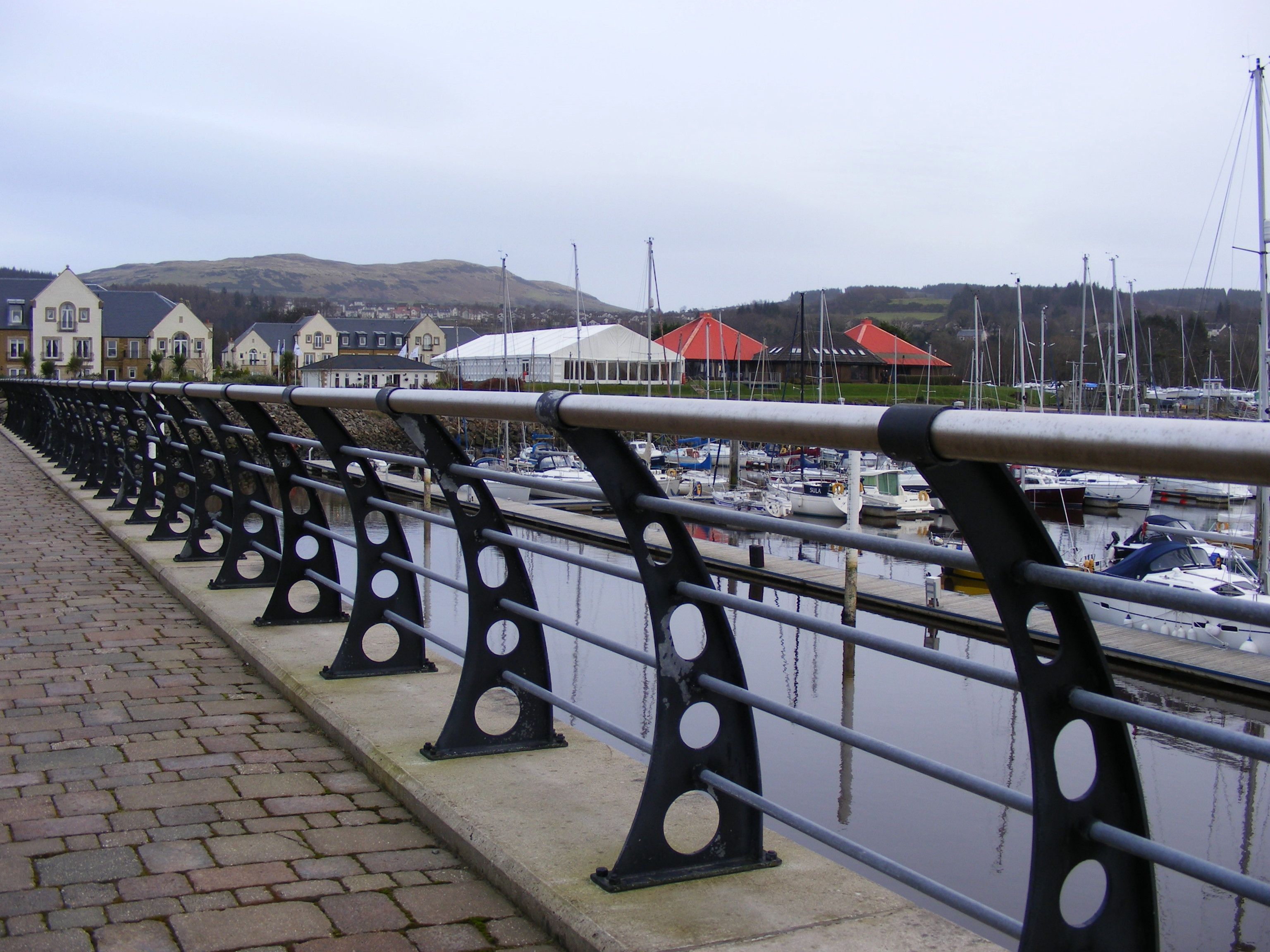
Port esportiu Kip
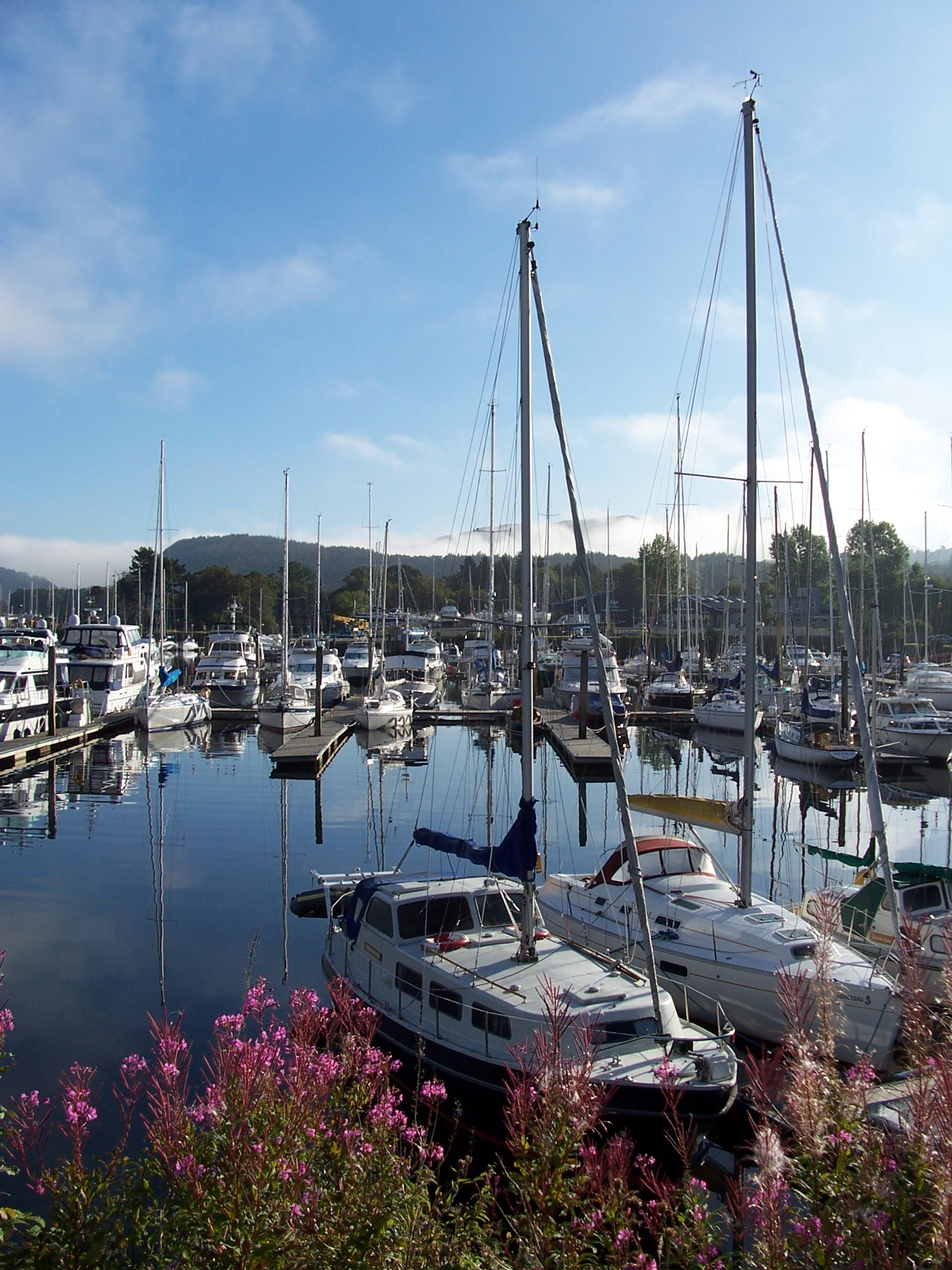
Port esportiu Kip
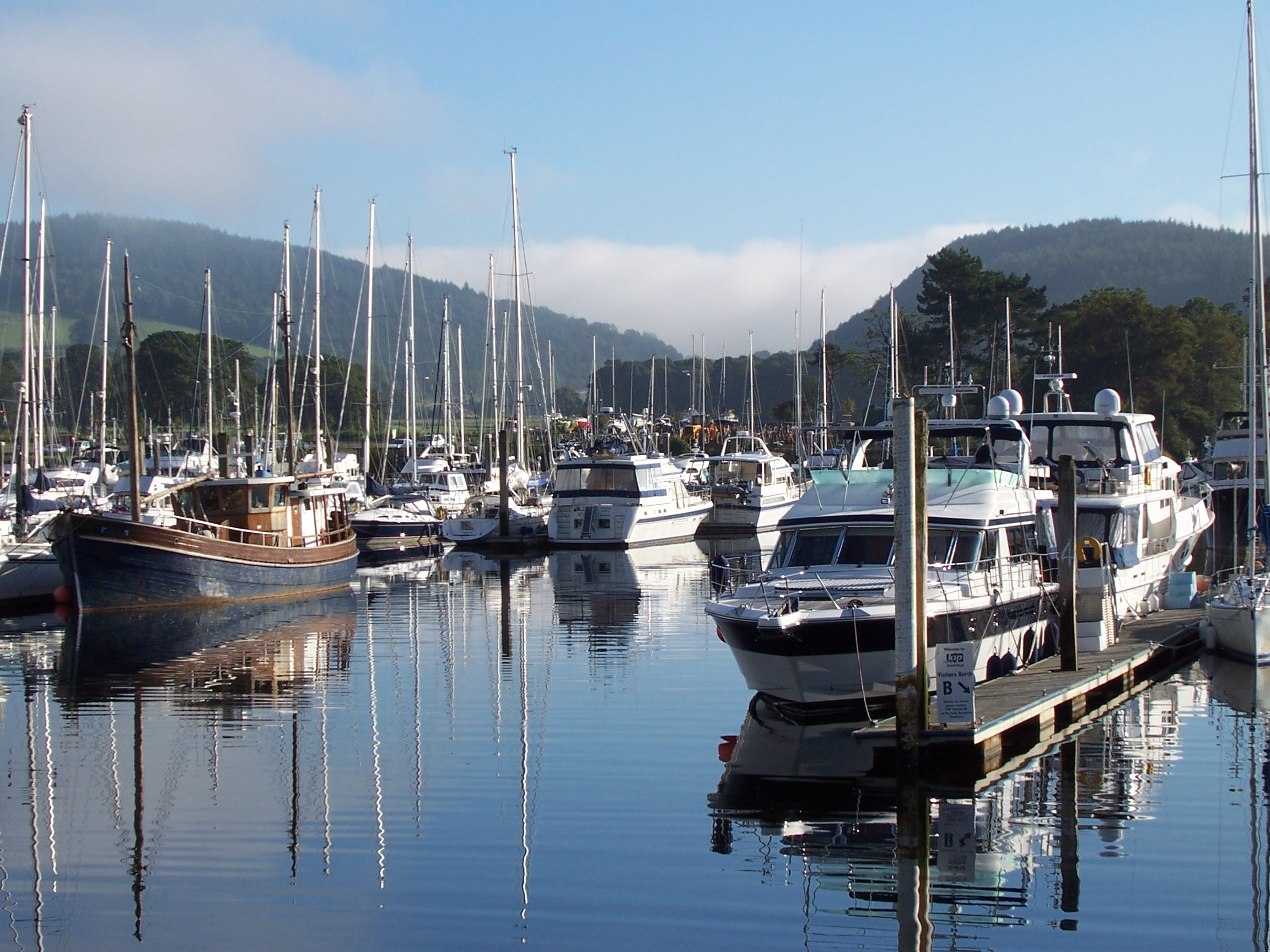
Port esportiu Kip
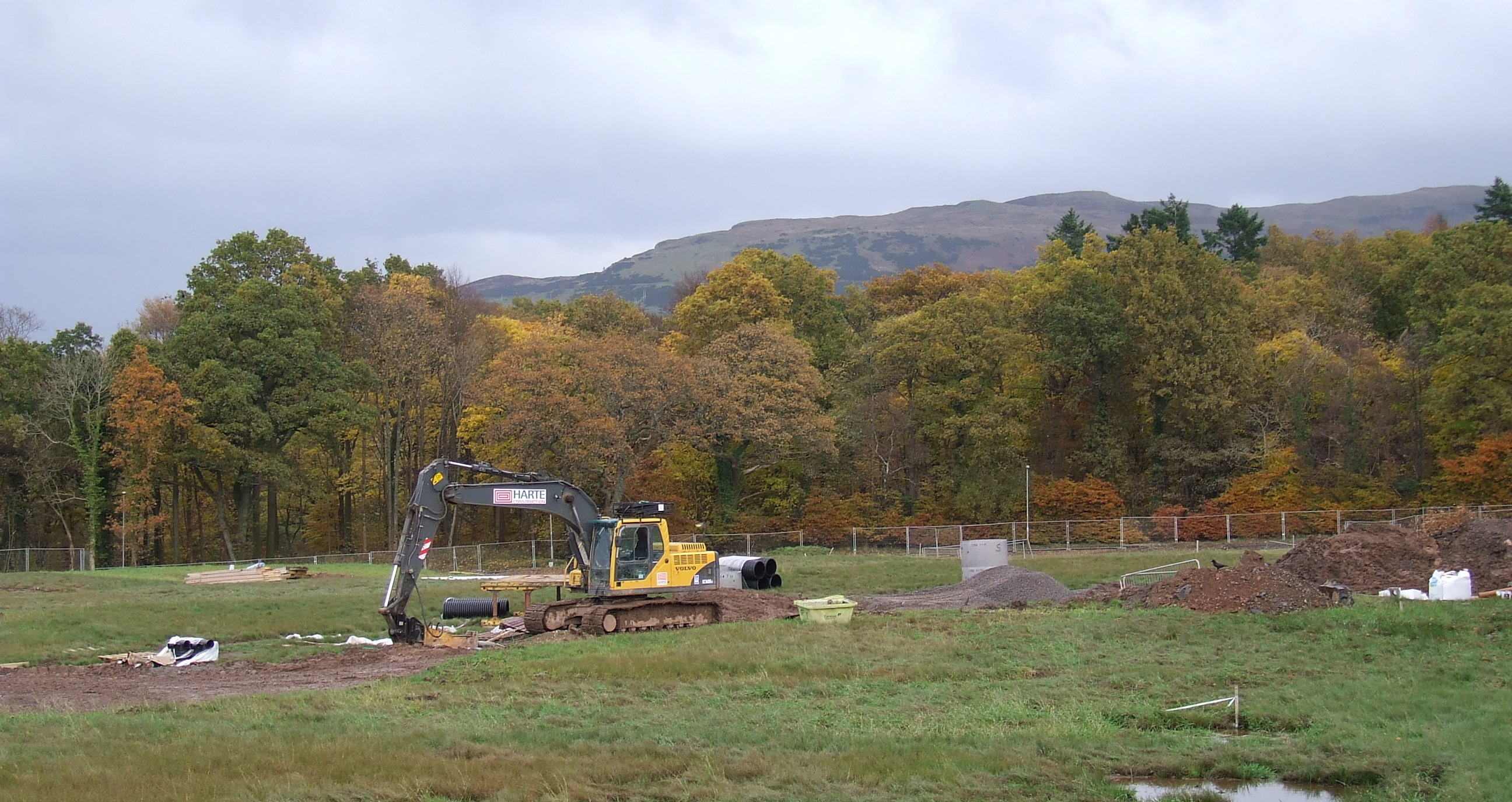
Inverkip creix al sud de la línia de ferrocarril
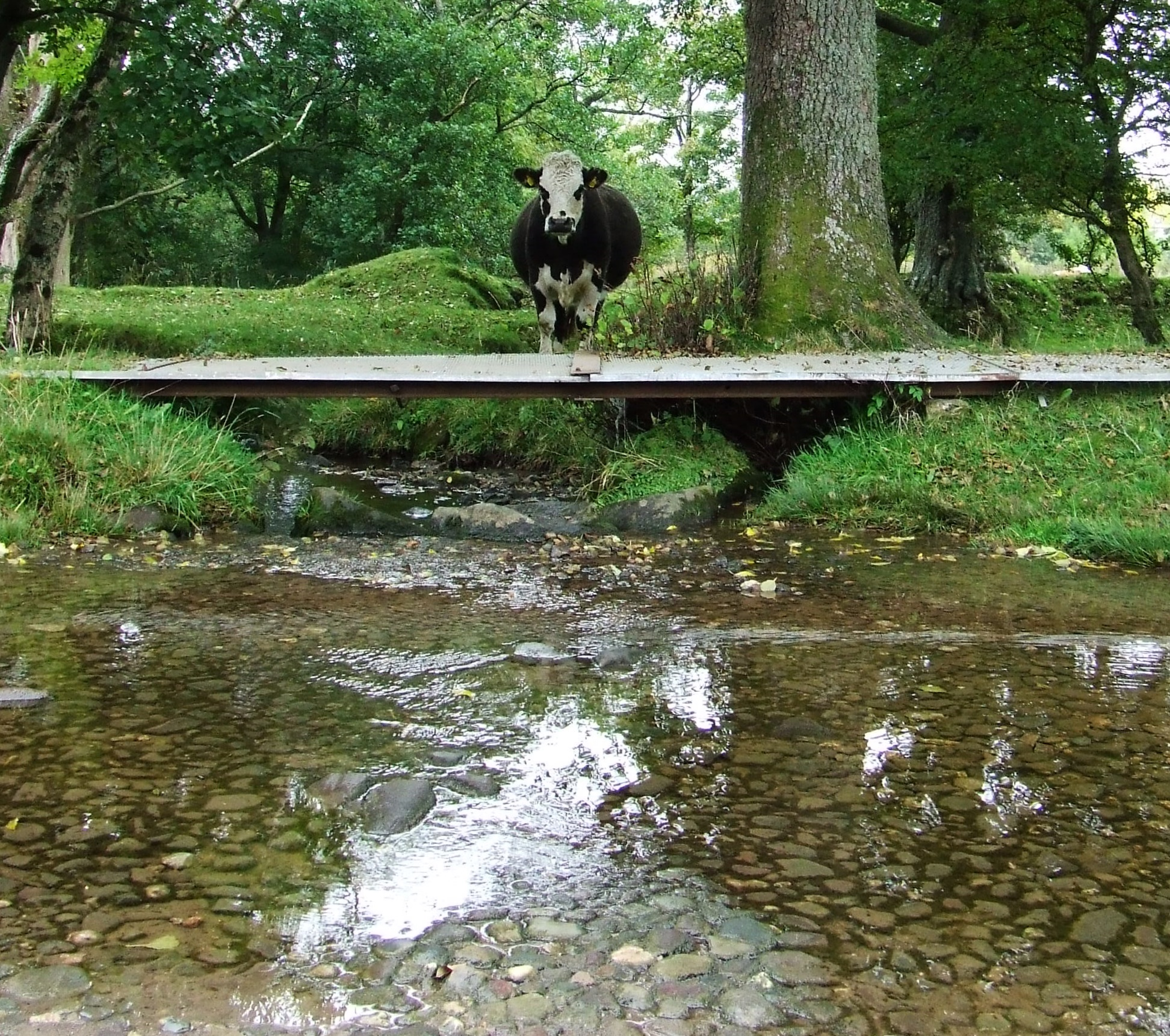
Vado a la carretera cap a Everton